# Каменец-Подолски район
Каменец-Подолски район (на украински: Кам'янець-Подільський район) е район в южната част на Хмелницка област, Украйна. Неговият административен център е град Каменец-Подолски (самият той е обособен в отделен градски район). Има площ от 1540 км2. Населението му се състои от 75 500 души, от които 2500 живеят в градове. Съдържа 22 населени места.